# Lisowody (wieś)
Lisowody (ukr. Лісоводи, pol. Łysowody) – wieś na Ukrainie, w obwodzie chmielnickim, w rejonie gródeckim. Za czasów I Rzyczypospolitej należała m.in. do Wilkowskich herbu Pobóg i Telefusów herbu Łabędź oraz Herburtów, Stadnickich herbu Szreniawa,

## Historia
W XIX i w początkach XX w. Łysowody położone były w Rosji, w guberni podolskiej, w powiecie kamienieckim.
Po I wojnie światowej pod administracją polską, w Zarządzie Cywilnym Ziem Wołynia i Frontu Podolskiego, w okręgu podolskim, w powiecie kamienieckim.
W wyniku postanowień traktatu ryskiego znalazły się w granicach Związku Sowieckiego. Od 1991 w niepodległej Ukrainie.

## Pałac
- klasycystyczny[2] pałac wybudowany pod koniec XVIII w. przez Ludwika Raciborowskiego[3], marszałka szlachty powiatu kamienieckiego[2].